# Aldea Brasilera
Aldea Brasilera é uma junta de governo no departamento Diamante, na província de Entre Ríos, na Argentina. 
Foi criada pelo decreto 1550 MGJE/1978 em 15 de maio de 1978, com um presidente, um secretário, um tesoureiro, dois suplentes e dois vogais titulares.